# Purbeck (dystrykt)
Purbeck – dawny dystrykt niemetropolitalny w hrabstwie Dorset w Anglii.
Dystrykt utworzony został 1 kwietnia 1974 roku. Funkcjonował do 1 kwietnia 2019 roku, kiedy to z połączenia pięciu dystryktów utworzona została jednostka typu unitary authority – Dorset.

## Miasta
- Swanage
- Upton
- Wareham

## Inne miejscowości
Acton, Affpuddle, Arne, Bere Regis, Bloxworth, Chaldon Herring, Church Knowle, Corfe Castle, Durlston, East Holme, East Stoke, Furzebrook, Harman's Cross, Kimmeridge, Kingston, Langton Matravers, Lytchett Matravers, Lytchett Minster, Moreton, Ridge, Sandford, Steeple, Stoborough, Stoborough Green, Studland, Turners Puddle, Tyneham, West Lulworth, Winfrith Newburgh, Wool, Worgret, Worth Matravers.